# Vereniging (organisatie)
Een vereniging is een verzameling mensen die zich met een bepaald doel georganiseerd heeft.

## Juridisch

### België
België kent twee groepen van verenigingen:
- Verenigingen zonder rechtspersoonlijkheid, zoals:
  - de feitelijke vereniging[1]
- Verenigingen met rechtspersoonlijkheid, zoals:
  - de vereniging zonder winstoogmerk (VZW) ingevoerd met de wet van 1921 en grondig gewijzigd in 2002[2]
  - de internationale vereniging zonder winstoogmerk (iVZW)[3]
  - de vereniging van mede-eigenaars (VME) ingevoerd met de wet van 1994[4]

Sinds 2019 geldt het nieuwe Wetboek van Vennootschappen en Verenigingen en is de vzw-wet opgeheven. Naast de vzw en de ivzw kent het Belgisch recht nog de private stichting en de stichting van openbaar nut.

### Nederland
Een vereniging is een rechtspersoon voor de Nederlandse wet, zie ook het Nederlandse verenigingenrecht. De rechten en plichten van een vereniging worden hoofdzakelijk geregeld in het Burgerlijk Wetboek, boek 2, titel 2 (artikel 26 t/m 52). Een vereniging heeft van rechtswege rechtspersoonlijkheid.

#### Vereniging met beperkte of volledige rechtsbevoegdheid
Een vereniging met beperkte rechtsbevoegdheid (ook wel 'Informele vereniging' genoemd) kan geen registergoederen verkrijgen en geen erfgenaam zijn. De bestuurders zijn hoofdelijk aansprakelijk. De vereniging kan statuten hebben, maar het hoeft niet.
Een vereniging met volledige rechtsbevoegdheid kan wel registergoederen verkrijgen en wel erfgenaam zijn. De bestuurders zijn niet hoofdelijk aansprakelijk. De vereniging heeft statuten die zijn opgenomen in een notariële akte. De vereniging moet bovendien worden ingeschreven in het Handelsregister.

##### Oprichting
Een vereniging met beperkte rechtsbevoegdheid kan informeel, dus louter door de betrokken personen zelf, worden opgericht.
Een vereniging met volledige rechtsbevoegdheid moet bij een notaris worden opgericht. De statuten worden dan opgenomen in een authentieke akte.
Een vereniging met beperkte rechtsbevoegdheid kan omgezet worden in een vereniging met volledige rechtsbevoegdheid door bij de notaris aan de aanvullende vereisten te voldoen.

#### Statuten
In de statuten van een vereniging staat ten minste de naam en zetel van de vereniging, het doel van de vereniging, de verplichtingen van de leden, de wijze van bijeenroepen van de algemene (leden)vergadering en de wijze van benoeming/ontslag van de bestuurders. Ook moet er worden bepaald wat er met een batig saldo van de vereniging gebeurt in geval van ontbinding of er moet een wijze omschreven worden hoe de bestemming van een batig saldo zal worden bepaald. Verder laat de Nederlandse wet ruimte over om andere zaken in de statuten vast te leggen.

#### Doel
Een vereniging heeft een doel dat nagestreefd wordt. Dit doel mag echter niet het verdelen van winst onder de leden zijn. Dat wil niet zeggen dat er geen winst gemaakt mag worden, maar deze moet ingezet worden voor een bepaald doel, zoals het doel van de vereniging, kennisdeling of liefdadigheid.

#### Vergadering van de leden
Een vereniging wordt gevormd door haar leden. Dat kunnen zijn natuurlijke personen (mensen) of rechtspersonen (bijvoorbeeld ondernemingen). Zij zijn lid omdat zij het doel steunen, of minimaal een van de doelen. De leden betalen meestal contributie om de vereniging draaiend te houden. Leden hebben invloed op het beleid van de vereniging via de algemene (leden)vergadering (ALV). Deze wordt doorgaans ten minste eenmaal per jaar gehouden; elk lid wordt daarvoor bij convocatie opgeroepen en is in de vergadering stemgerechtigd. Bij deze ALV presenteert het bestuur de resultaten van de vereniging en nieuwe plannen. Ook legt het bestuur verantwoording af over het financieel beheer en wordt het bestuur ter zake gedechargeerd na controle (door een accountant of een kascommissie).
Ook wordt een ALV gehouden bij een bestuurswisseling of een voorstel tot statutenwijziging. Het bestuur roept doorgaans de ledenvergadering bijeen, maar dat is ook mogelijk door een deel van de leden (tien procent, of een lager percentage als de statuten dat bepalen). Bij (zeer) grote verenigingen is het houden van een ALV onhandig of soms zelfs onmogelijk, omdat het aantal leden op de vergadering te groot zou worden. In zo'n geval voorzien de statuten meestal in een getrapte vertegenwoordiging: de leden kiezen uit hun midden vertegenwoordigers die tezamen het hoogste orgaan van de vereniging vormen. Zo'n vertegenwoordiging heet vaak de Ledenraad of de Bondsraad. Voorbeelden zijn de ANWB (meer dan 3 miljoen leden), de FNV (1,2 miljoen leden) en de Consumentenbond (600 duizend leden).
Het bestuur bepaalt in het algemeen de vergaderagenda en kan op deze wijzen de vergadering in grote mate sturen. Leden kunnen enkel onderwerpen naar voren brengen door een motie in te dienen of door het bestuur voorafgaand aan de vergadering schriftelijk te verzoeken een onderwerp op de agenda te zetten. De statuten of het huishoudelijk reglement kunnen bepalen dat zo'n verzoek ingediend moet worden door een bepaald minimaal aantal leden en of een dergelijk agendapunt al of niet verplicht moet worden opgenomen.

#### Bestuur
Een vereniging heeft een bestuur. Het bestuur wordt vaak uit de leden gekozen en deze besturen vertegenwoordigen de vereniging (in en buiten rechte). Zij zijn belast met de dagelijkse gang van zaken. Het bestuur bestaat ten minste uit een voorzitter, een secretaris en een penningmeester. Het bestuur heeft ten opzichte van de vergadering eigen rechten en plichten. Het bestuur is bij uitsluiting bevoegd om het dagelijkse beleid van de vereniging te bepalen. In beginsel zit het bestuur de vergadering voor en bepaalt het bestuur de agenda van de vergadering, hierover kan echter een afwijkende bepaling opgenomen worden in de statuten.

#### Verdeling van bevoegdheid tussen bestuur en vergadering
Een vaak gehoord adagium is dat de vergadering het hoogste orgaan van de vereniging is: dit beginsel is echter achterhaald. Sinds het Aurora-arrest van 19 februari 1960 wordt aangenomen dat de vergadering en het bestuur beide gelijkwaardige organen van een rechtspersoon zijn, die beide hun eigen bevoegdheid hebben. Het bestuur is doorgaans belast met het dagelijks beleid van de vereniging (en dit is dan ook voorbehouden aan het bestuur), de vergadering is belast met besluiten aangaande het voortbestaan en de organisatie van de vereniging, zoals statutenwijzigingen, benoeming en ontslag van bestuur, wijzigen en aannemen van huishoudelijke reglementen, toetreding en royement van leden en goedkeuring van begrotingen en eindafrekeningen. 
Indien de reglementen van een vereniging voorzien in het recht van agenderen van nieuwe (beleids)voorstellen door (groepen van) leden of voorziet in het amenderen van begrotingsvoorstellen heeft de vergadering toch een aanzienlijke invloed op het beleid.

##### Competentiegeschillen
Door middel van een motie kan een vergadering een besluit nemen over een onderwerp dat voorbehouden is aan de competentie van het bestuur. Het bestuur is vrij om geen gevolg te geven aan de motie. Een feitelijk gevolg van het 'in de wind slaan' van een motie kan wel zijn dat het bestuur wordt afgezet door middel van een motie van wantrouwen.
Enkel door middel van een statuten- of huishoudelijk reglementwijziging kan een vergadering beleid dwingend voorschrijven aan het bestuur. Het is echter niet mogelijk in de statuten op te nemen dat een vergadering bevoegd is om naar eigen inzicht beleid te vormen, omdat deze bepaling een te grote inbreuk maakt op de wettelijke competentieverdeling. Het bestuur moet in algemene zin bij uitsluiting bevoegd blijven om het beleid te bepalen.

#### Afdelingen
Sommige verenigingen strekken zich uit over een groot gebied maar hebben ook lokale doelen (zoals vakbonden en politieke partijen). In dat geval bestaat een vereniging vaak uit verschillende afdelingen.
Een afdeling is binnen een vereniging een afgebakend geografisch gebied waarbinnen de verenigingsactiviteiten voor de groep leden binnen het gebied plaatsvinden. Een afdeling heeft een eigen bestuur en commissies die zich met de lokale zaken bezighouden. Meestal zijn de leden van een afdeling ook lid van de overkoepelende organisatie. Er zijn ook verenigingen waar lokale leden bestaan.

#### Opzegging
Sinds december 2011 schrijft Boek 2 B.W. in artikel 35 voor dat de vereniging er zorg voor draagt dat leden de voor opzegging van het lidmaatschap noodzakelijke informatie eenvoudig kunnen raadplegen. De informatie moet in ieder geval opvallend worden vermeld op de hoofdpagina van de website en op bladzijde 1, 2 of 3 van het ledenblad, indien een vereniging gebruikmaakt van deze communicatiemiddelen.

#### Giften
Een periodieke gift aan een vereniging met volledige rechtsbevoegdheid met ten minste 25 leden die niet aan vennootschapsbelasting onderworpen is, is onder voorwaarden aftrekbaar voor de inkomstenbelasting. Voor het ontvangen van giften is er een bankrekening nodig. Een privé-rekening is niet geschikt voor het ontvangen van giften, omdat het geld direct op naam van de rechtspersoon gestort moet worden. Voor het ontvangen van giften dient er een V&S rekening geopend te worden. 

#### Geschiedenis
Van 1855 tot 1976 was voor het verkrijgen van rechtspersoonlijkheid een koninklijke goedkeuring vereist.

## Soorten verenigingen (naar inhoud)
Men kan verenigingen indelen naar hun inhoud en naar hun vorm:
- Volgende verenigingen kan men onderscheiden naar hun inhoud:
  - Belangenvereniging
  - Beroepsvereniging
  - Branchevereniging
  - Carnavalsvereniging
  - Consumentenvereniging
  - Foto- Film- en Diavereniging
  - Groepsvereniging
  - Hobbyvereniging
  - Humanistische vereniging
  - Omroepvereniging
  - Vrijmetselaarsloge
  - Middenstandsvereniging
  - Muziekvereniging
  - Naturistenvereniging
  - Natuurvereniging
  - Ondernemersvereniging
  - Patiëntenvereniging
  - Personeelsvereniging
  - Pluimvee en konijnenvereniging
  - Politieke partij
  - Scoutingvereniging
  - Sportvereniging
  - Studentenvereniging
  - Studievereniging
  - Vakbond
  - Vereniging van eigenaars
  - Vogelvereniging
  - Wijkvereniging

## Soorten verenigingen (naar vorm)
- Vereniging: algemene benaming voor het georganiseerd en vrijwillig samenwerken of samenkomen rond een bepaald doel tussen twee of meer mensen of organisaties; in een enkel geval heeft een vereniging maar één lid, bijvoorbeeld de Vereniging Groep Wilders
- Vereniging van verenigingen: deze heten doorgaans federatie of bond, bijvoorbeeld een sportbond of de Federatie N.V.I.H. COC
- Andere woorden voor een vereniging, al dan niet in de zin van de wet, zijn:
  - Broederschap of fraterniteit
  - Confrèrie
  - Coöperatie of coöperatieve vereniging
  - Genootschap
  - Gezelschap
  - Kameraadschap
  - Koepelorganisatie
  - Maatschap
  - Onderlinge waarborgmaatschappij
  - Sociëteit
  - Sororiteit
  - Vriendschap